# فلاديسلاف تاشانوفسكي
فلاديسلاف تاشانوفسكي (بالبولندية: Władysław Taczanowski) (1 مارس 1819، جابونا، محافظة لوبلين - 17 يناير 1890، وارسو)، هو عالم حيوان بولندي.

## سيرة شخصية
يُعتبر فلاديسلاف عضواً من عائلة النبلاء القديمة (شلختا) من منطقة بوزنان، كما يُعتبر واحداً من أهم علماء الحيوانات الأوروبيين في القرن التاسع عشر. وقد تدرب في باريس، وعمل في متاحف كل من فيينا وبرلين وباريس ولندن وكان أميناً لقسم الحيوانات في متحف جامعة وارسو من عام 1862 (عندما نجح فيليكس باوي جاروكي) حتى وفاته. شارك تاشانوفسكي في رحلة استكشافية إلى الجزائر مع أنتوني واغا (1866-1867) وكتب العديد من الدراسات الهامة بما في ذلك كتاب طيور بولندا (1882) وعلم الطيور في البيرو (1884-1886).
وتشمل الأنواع التي تحمل اسمه تنام تاشانوفسكي (Nothoprocta taczanowskii)، وغطاس جونين (Podiceps taczanowskii)، وباكة جبلية (Agouti taczanowskii)، وقوبيون تاشانوفسكي (Ladislavia taczanowskii)، وبواء تاشانوفسكي القزمة (Tropidophis taczanowskyi).

## أعمال أخرى
- "Les Aranéides de la Guyane française," Horae Societatis entomologicae Rossicae (1871)
- "Les Aranéides de la Guyane française," Horae Societatis entomologicae Rossicae (1873)
- "Les Aranéides du Pérou. Famille des Attidés" (1879)

## وصلات خارجية
- http://salticidae.org/salticid/diagnost/0-author/taczanowski.htm (has a picture)
- http://home.rochester.rr.com/thecaiques/classic_caique_articles.htm نسخة محفوظة 10 يناير 2006 على موقع واي باك مشين. (has more details of his work)